# Gách István Lipót
Gách István Lipót (Budapest, 1880. március 31. – Budapest, 1962. február 17.) magyar festő- és szobrászművész.

## Tanulmányai
Budapesten járt középiskolába, a neves, sok tehetséget kibocsátó Belvárosi (akkor IV. kerületi) Reáliskolába. Ugyanitt végzett Róth Miksa, Lechner Ödön, Schulek Frigyes, Steindl Imre, Pecz Samu, Kauser Lipót, Gerster Kálmán, Berán Lajos és Zala György is. Azután az Iparművészeti Iskolába iratkozott, ahol mintázni tanult. Kitűnő eredménnyel végezve 1900-ban Zala György műhelyébe került s itt két évig dolgozott. Többek között a budapesti Andrássy-emlékszobor két domborművét (A berlini kongresszus és A koronázás) munkálta itt meg.
Részt vett a Hősök terén található Millenniumi Emlékmű munkáiban, ő mintázta az „István az 1000. év karácsonyán koronát kap a pápától” domborművet, valamint dolgozott a Hét vezér lovas alakjainak megformálásában. Művészi és emberi kvalitásai jutalmául kétszer részt vett pápai fogadáson a magyar delegáció tagjaként XIII. Leó és X. Pius pápánál. Közben egyszerre két pályamunkát is benyújtott a zalatnai Lukács-emlékműre. Az egyiket a bizottság díjazta, a másikat pedig megvásárolta. E siker után Párizsba ment és ott folytatta tanulmányait, tanulmányútjai során megismerte Olaszország, Németország és a Monarchia művészeti örökségeit.

## Pályája

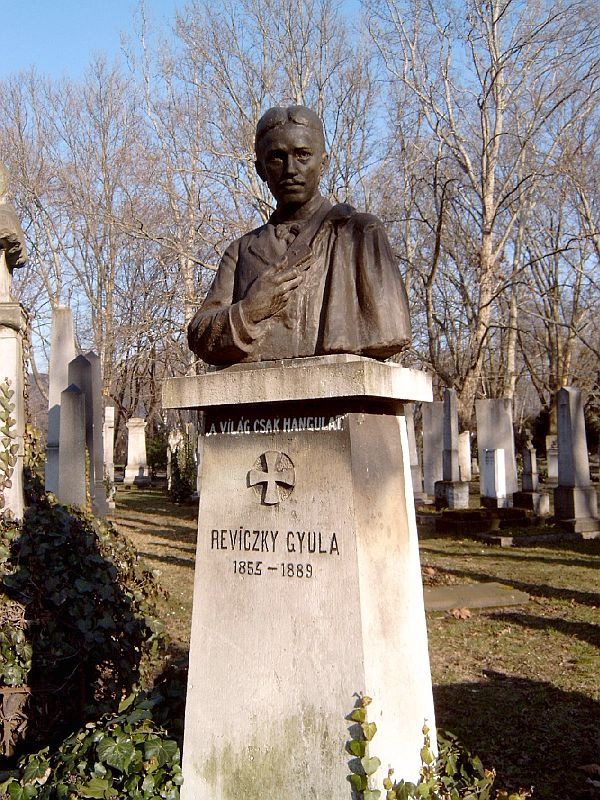
Reviczky Gyula sírja Budapesten, a Fiumei úti sírkertben. Gách István Lipót műve

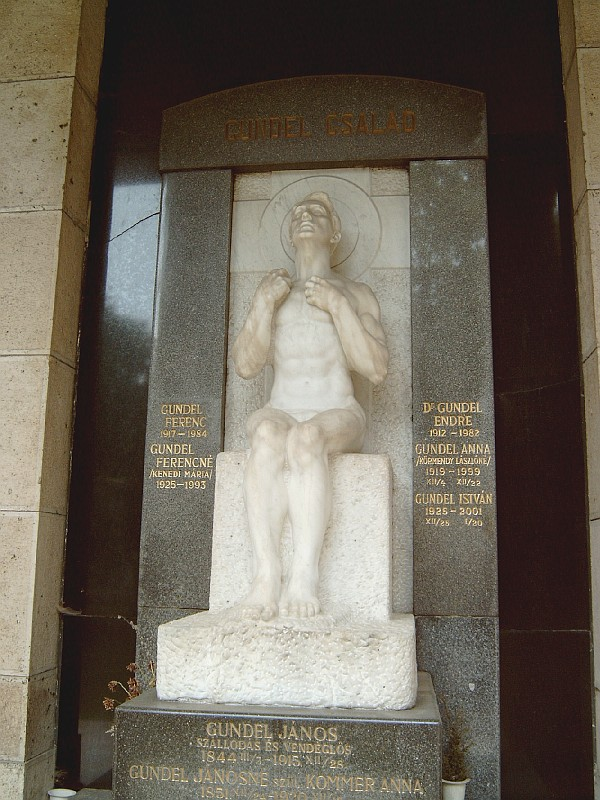
A Gundel család sírboltja a Fiumei úti sírkertben. Gách István Lipót műve

Két év után hazatért, műtermet bérelt s attól fogva részt vett a Műcsarnok kiállításain. Szamovolszky Ödönnel társulva 1907-ben egy nemzetközi zsűri – melynek tagja volt Albert Bartholomé, Charls van der Stappen és Davide Calandra is – döntése alapján elnyerte az 1848-as szabadságharc szoborpályázatának első díját és kivitelezési megbízását. A Szabadságharc Emlékmű a Szabadság tér északi karéjában került volna felállításra.
Ezt követően még több síremlékre kapott felkérést, így a Gundel-család síremlékére (Kerepesi temető) és a Löw-család sírjára (Rákosi temető). Az első világháború után fogolyként egy ideig Taskentben élt, ahol a taskenti katedrálishoz 32 db, több méretes műkőből faragott szobrot készített, valamint megalkotta a „Az elhunyt magyar hadifoglyok hősi emlékművét”, amelyet 2022-ben újítottak fel Payer Károly szobrászrestaurátor tervei alapján , helyi restaurátorok közreműködésével. Taskentben részt vett a helyi művészképzésben is.
Hazatérése után több díjat nyert alkotásaival. 1928-ban a Műcsarnokban kollektív kiállításon vett részt. Művét őrzi a Magyar Nemzeti Galéria is. Későbbi alkotói korszakában számos I. világháborús emlékművet alkotott az ország 18 helységében és művészi aktszobrokat formált.
1943-ban avatták fel Szegeden a 3. honvéd huszárezred emlékművét, melyhez Sebestyén Ferenc huszár ült modellt. 1943. május 9-én avatta nagybaconi Nagy Vilmos honvédelmi miniszter. (A sérülékeny fémalkotást 1994-ben bronzból öntötték újra.) A 2,5 méteres alkotás márványtalapzatára Turáni Kovács Imre domborművét rögzítették, mely rohamra induló huszárokat jelenít meg. Alatta olvashatók az elesett hősök bevésett nevei.

## Családja
Szülei Gách István és Strommer Mária. Művészfamília megalapítójának tekinthető, ugyanis leszármazottai közül többen a művészeti pályára mentek. Elsőként fia, Gách György (1909–1996) lépett nyomdokaiba. Apjától és a képzőművészeti akadémián tanult.

## Művei

### Festmények
- A lerombolt Erzsébet híd, olaj, fa
- Mitológiai jelenet olaj, rétegelt lemez
- Női akt, olaj, vászon (1936)

### Szobrok
- Első világháborús emlékmű, Szeghalom Köztérkép.hu
- Első világháborús (majd és második világháborús) emlékmű, Budapest, 1925 Köztérkép.hu
- Első világháborús emlékmű, Hajdúböszörmény, 1927 Köztérkép.hu
- Magyar Királyi Szegedi 3. Honvéd Huszárezred emlékműve, Szeged, 1943 Köztérkép.hu

### Síremlékek

#### Fiumei úti sírkert
- Gundel család sírboltja (Á.B. 26) 1915
- Reviczky Gyula sírja (34/1-1-13)

#### Farkasréti temető
- Bucsek Henrikné sírja (1/6-1-19)
- Fényes Kornél sírja (7/4-1-28)